# Lepidapedon microtyleum
Lepidapedon microtyleum är en plattmaskart. Lepidapedon microtyleum ingår i släktet Lepidapedon och familjen Lepocreadiidae. Inga underarter finns listade i Catalogue of Life.